# Emilia Kabakov
Emilia Kabakov (em idioma russo Эмилией Кабаков, nascida Emilia Lekach Kanevsky - Dnipropetrovsk, 1945) é uma pintora e escultora americana, nascida na antiga URSS.
Nascida na Ucrânia, de pai polonês, estudou música em Moscou e Dnipropetrovsk, entre 1952 e 1966. Em 1969 iniciou seus estudos de idioma espanhol e literatura espanhola na Universidade de Moscou. Deixou a União Soviética em 1973, emigrando para Israel, de onde seguiu para a Bélgica e depois para os Estados Unidos, fixando residência em Nova Iorque em 1975. Em 1987, reencontrou seu tio, o também artista plástico Ilya Kabakov, com quem se casaria em 1992.
A partir de 1988, o casal Kabakov passou a assinar suas obras conjuntamente, ganhando destaque no cenário do conceitualismo. Até 2000 foram 165 instalações em 148 museus de 30 países.
Em 1995, esteve em São Paulo, onde conheceu um xamã etíope. Recebeu dele um talismã que inspirou seu quadro Talisman.
Em 2013, a trajetória do casal foi apresentada no documentário Ilya and Emilia Kabakov: ENTER HERE, dirigido por Amei Wallach.